# Hronské Kosihy
Hronské Kosihy és un poble i municipi d'Eslovàquia que es troba a la regió de Nitra, al sud-oest del país.
La primera menció escrita de la vila es remunta al 1294.

## Demografia
| Godina             | 1994 | 2004   | 2014   | 2024    |
| ------------------ | ---- | ------ | ------ | ------- |
| Nombre de persones | 660  | 670    | 679    | 790     |
| Diferència         |      | +1,51% | +1,34% | +16,34% |

| Godina             | 2023 | 2024   |
| ------------------ | ---- | ------ |
| Nombre de persones | 792  | 790    |
| Diferència         |      | −0,25% |